# Leocytheridea
Leocytheridea is een geslacht van uitgestorven kreeftachtigen uit de klasse van de Ostracoda (mosselkreeftjes).

## Soort
- Leocytheridea polleti Keen, 1984 †